# G Canis Minoris
G Canis Minoris (G CMi) és una estrella binària en la constel·lació del Ca Menor. Està situada a aproximadament 261 anys llum de la Terra.
G Canis Minoris és una estrella geganta taronja tipus K amb una magnitud aparent de +4.39.